# Macropharyngodon

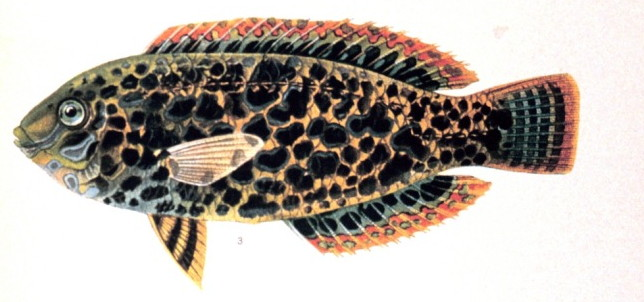
Macropharyngodon meleagris

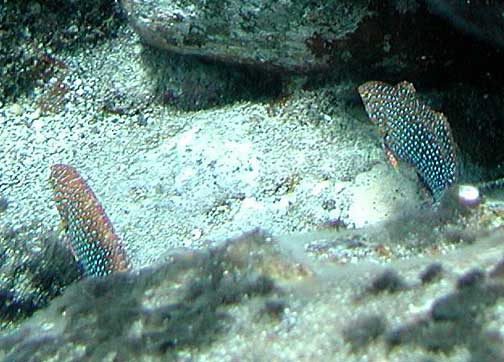
coppia di Macropharyngodon geoffroy

Macropharyngodon Bleeker, 1862 è un genere di pesci di acqua salata appartenenti alla famiglia Labridae.

## Distribuzione e habitat
Provengono dall'oceano Indiano e dall'oceano Pacifico.

## Descrizione
Presentano un corpo compresso lateralmente ed un muso appuntito. La colorazione è variabile, ma in molte specie, come M. bipartitus e M. cyanoguttatus sono presenti puntini bianchi. Le dimensioni sono tra i 15 cm di M. geoffroy e M. meleagris ed i 7,5 di M. choati.

## Biologia

### Alimentazione
Si nutrono soprattutto di foraminiferi.

### Riproduzione
Sono ovipari e la fecondazione è esterna. Inoltre sono ermafroditi, e tutti gli esemplari nascono femmine per poi cambiare sesso durante la crescita.

## Tassonomia
In questo genere sono riconosciute 12 specie:
- Macropharyngodon bipartitus
- Macropharyngodon choati
- Macropharyngodon cyanoguttatus
- Macropharyngodon geoffroy
- Macropharyngodon kuiteri
- Macropharyngodon marisrubri
- Macropharyngodon meleagris
- Macropharyngodon moyeri
- Macropharyngodon negrosensis
- Macropharyngodon ornatus
- Macropharyngodon pakoko
- Macropharyngodon vivienae